# دانيال فونغ
دانيال فونغ (بالإنجليزية: Danielle Fong)‏ هي لاعبة رماية أمريكية، ولدت في 3 أغسطس 1991.

## روابط خارجية
- دانيال فونغ على موقع Paralympic.org (الإنجليزية)
- دانيال فونغ على موقع IPC.InfostradaSports.com (مؤرشف) (الإنجليزية)
- دانيال فونغ على موقع اللجنة الأولمبية والبارالمبية الأمريكية (الإنجليزية)